# 通霄 (大字)
通霄，是臺灣苗栗縣通霄鎮的一個傳統地域名稱，也是全鎮行政與經濟中心所在地，位於該鎮西部偏南。相較於今日行政區，其範圍大致包括通東里、通西里、平安里西南部凸出部分西半側。

## 歷史
台灣清治末期至日治初期，通霄地區為一街庄，稱為「通霄街」，隸屬於苗栗二堡。該街北與通霄灣庄、蕃社庄為鄰，東北一小段與圳頭庄為鄰，東及南為北勢庄，西南邊為南勢庄，西邊臨海。
1901年（日治明治三十四年）11月，該庄隸屬於苗栗廳。1909年（明治四十二年）10月，改隸屬於新竹廳。1920年（大正九年），該庄改制為「通霄」大字，隸屬於新竹州苗栗郡通霄庄
戰後通霄庄改制為通霄鄉，隸屬於新竹縣，大字改制為村。1948年，通霄鄉改制為通霄鎮，村亦改制為里。1950年桃、竹、苗分治，通霄鎮改隸屬於重新成立的苗栗縣。

## 交通
台鐵海線大致以東北—西南走向經過通霄地區中部，並設有通霄車站。該站屬三等站，但除少數自強號班次未停靠外，其餘各級列車均有停靠，整體業務量超出三等站的評估標準。
國道3號又稱「福爾摩沙高速公路」，是貫穿台灣西部的兩條縱向高速公路之一，大致以東北—西南走向經過本地區東南邊界外不遠處。境內未設交流道，較近的是東北邊縣道128號交會口的通霄交流道，由此進入可快速前往台灣西部各地。
省道台61線又稱「西部濱海快速公路」，是新北八里至臺南安南的快速公路，大致與鐵路同方向而位於其西北側不遠處，可快速前往台灣西部海岸各地。
中山路為省道台1線舊線，路徑大致為東北—西南走向，往東北可接省道台1線北向以前往後龍、頭份、新竹等地，往西南可接省道台1線南向以前往苑裡、大甲、清水、彰化等地。
縣道128號（中正路）是通霄至公館的道路，西側端點位於通霄市區火車站前中山路口，往東北轉東可前往公館麻薺寮，最終止於省道台6線路口。

## 學校
- 通霄國中
- 通霄國小

## 基礎設施
- 通霄發電廠

## 廟宇
- 壽公祠（忠烈祠）